# 中西希亜良
中西 希亜良（なかにし きあら、2011年〈平成23年〉6月16日 - ）は、日本の女優、フィギュアスケート選手。東京都出身。テンカラット所属。

## 来歴
2015年、4歳からフィギュアスケートを習い始めた。
2020年、シングルと並行して9歳からアイスダンスの練習も開始すると頭角を現し、全日本フィギュアスケートノービス選手権大会に出場した。
2024年9月13日、映画『ぼくのお日さま』で映画初出演し、女優デビューした。通っていたスケートリンクに映画のヒロイン（フィギュアスケート経験者）を募集するポスターが貼ってあり、コーチの勧めでオーディションを受け100人の中から選ばれた。第77回カンヌ国際映画祭のある視点部門に正式出品されレッドカーペットも経験。11月26日、第49回報知映画賞 新人賞を受賞した。12月27日、第37回日刊スポーツ映画大賞・石原裕次郎賞 新人賞を史上最年少13歳で受賞した。
2025年2月5日、第98回キネマ旬報ベスト・テン 新人女優賞と、おおさかシネマフェスティバル2025 新人女優賞を受賞した。

## 人物
特技は、フィギュアスケート（シングル・アイスダンス）。フランス人の父を持ち、日本語の他に、英語、フランス語、韓国語を話すマルチリンガルである。

## 出演

### 映画
- ぼくのお日さま （2024年9月13日） - さくら 役[12]

### CM
- ハーゲンダッツジャパン「ザ・ミルク」
  - 「初濃い」篇（2025年3月4日 - ）[13]
  - 「ミルクを育てる」篇（2025年8月5日 - ）[14]

### ミュージック・ビデオ
- 幾田りら『恋風』（2025年6月9日公開）[15]

## 受賞歴
2024年
- 第49回報知映画賞 新人賞（『ぼくのお日さま』）
- 第37回日刊スポーツ映画大賞・石原裕次郎賞 新人賞（『ぼくのお日さま』）

2025年
- 第98回キネマ旬報ベスト・テン 新人女優賞（『ぼくのお日さま』）
- おおさかシネマフェスティバル2025 新人女優賞（『ぼくのお日さま』）